# Rudolf von und zu Frankenstein
Rudolf von und zu Frankenstein (* 1523 auf Burg Frankenstein, Odenwald; † 21. Juni 1560 in Lauterburg) war von 1552 bis 1560 Fürstbischof von Speyer.

## Leben
Rudolf stammte aus der Familie von Frankenstein. Seine Eltern waren Johann IV. von und zu Frankenstein († 1558) und Irmel von Cleen. Mit 15 Jahren bewarb er sich um eine Stelle als Domherr zu Mainz. Nach Aufnahme als Domizellar (Amtsbewerber) begann er ein mehrjähriges Studium an den Universitäten von Paris, Löwen und Freiburg im Breisgau. Am 25. Mai 1548 nahm man ihn als Mainzer Domherrn auf.

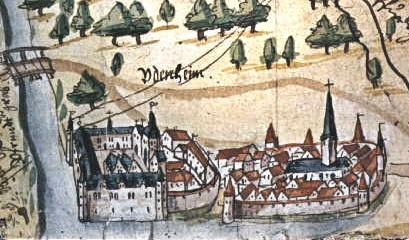
Udenheim-Philippsburg mit Bischofsschloss und Pfarrkirche, 1590

Nach verschiedenen diplomatischen Missionen wurde Rudolf von Frankenstein auf einstimmigen Vorschlag und Beschluss am 3. Oktober 1552 zum Bischof von Speyer und Propst zu Weißenburg gewählt und von Papst Julius III. am 14. November 1552 bestätigt. In der Wahl-Urkunde bezeichnet ihn das Speyerer Domkapitel als „ehrlichen Wandels und Wesens, tapferer Sitten, gelehrt und zur bischöflichen Würde und Hoheit ganz tauglich.“ Die Bischofsweihe wurde ihm am 26. November 1552 vom Mainzer Weihbischof Balthasar Fannemann  unter Assistenz der Weihbischöfe Georg Schweicker von Speyer und Jakob Eliner von Konstanz, in der Pfarrkirche von Udenheim (= Philippsburg) gespendet.
Rudolf von und zu Frankenstein bemühte sich nachhaltig um eine Erneuerung von Bistum und Klerus, wobei er sich hauptsächlich auf seine im gleichen Sinne wirkenden Mitarbeiter Weihbischof Georg Schweicker und Generalvikar Heinrich Pfefferkorn stützte. Er selbst erließ 15 Hirtenbriefe, die sich mit diesem Thema befassen.
An Pfingsten 1557 erteilte er seinem zum Erzbischof von Mainz gewählten Speyerer Domscholaster, Daniel Brendel von Homburg, in Aschaffenburg die Bischofsweihe.
Ab 1558 zeigten sich bei Frankenstein Anzeichen von Geistesverwirrtheit und er fiel mehr und mehr in geistige Umnachtung. Deshalb schritt das Domkapitel am 16. August 1559 zur Wahl eines Koadjutors, der am 13. Mai 1560 von Papst Pius IV. bestätigt wurde und nach dem Tod des Oberhirten auch seine Nachfolge antrat. Es war Marquard von Hattstein. Bischof Frankenstein starb am 21. Juni 1560 in Lauterburg und es wurde überliefert, er habe in den letzten Tagen vor seinem Tod die geistige Klarheit wieder in vollem Umfange erlangt. Seine Leiche überführte man in den Speyerer Dom und setzte sie dort am 2. Juli 1560 bei.
Des Bischofs Urgroßneffe Johann Karl von und zu Franckenstein (1610–1691) amtierte als Bischof von Worms.

## Wappen
Das fürstbischöfliche Wappen ist üblicherweise geviert. Die Felder des Wappenschildes führen im Wechsel das Familienwappen derer von Frankenstein, das Wappen der Fürstpropstei Weißenburg und das Wappen des Bistums Speyer, ein silbernes Kreuz auf blauem Grund.